# Viktor Matvijenko
Viktor Antonovytj Matvijenko (ukrainska: Ві́ктор Анто́нович Матвіє́нко, ryska: Ви́ктор Анто́нович Матвие́нко, Viktor Antonovitj Matvijenko), född 9 november 1948 i Zaporozje, Zaporozjskij (rajon), Zaporozje (oblast), Ukrainska SSR i Sovjetunionen (nuvarande Zaporizjzja, Zaporizkyj (rajon), Zaporizjzja (oblast) i Ukraina), död 29 november 2018 i Kiev i Ukraina, är en sovjetisk fotbollsspelare som tog OS-brons i fotbollsturneringen vid de olympiska sommarspelen 1976 i Montréal.

### Fotnoter
1. ↑  Не стало Виктора Матвиенко... (ukrainska)
2. ↑  ”Football at the 1976 Montréal Summer Games: Men's Football”. Sports-reference.com. Arkiverad från originalet den 7 mars 2009. https://web.archive.org/web/20090307043456/http://www.sports-reference.com/olympics/summer/1976/FTB/mens-football.html. Läst 22 april 2016.